# 白樓站
白樓站（法語：Maison Blanche）是巴黎地鐵的車站之一。白樓站是巴黎地鐵7號線的車站，自白樓站開始，7號線分為主線和支線兩條線路。白樓站開通於1930年3月7日，位於義大利路的地下。

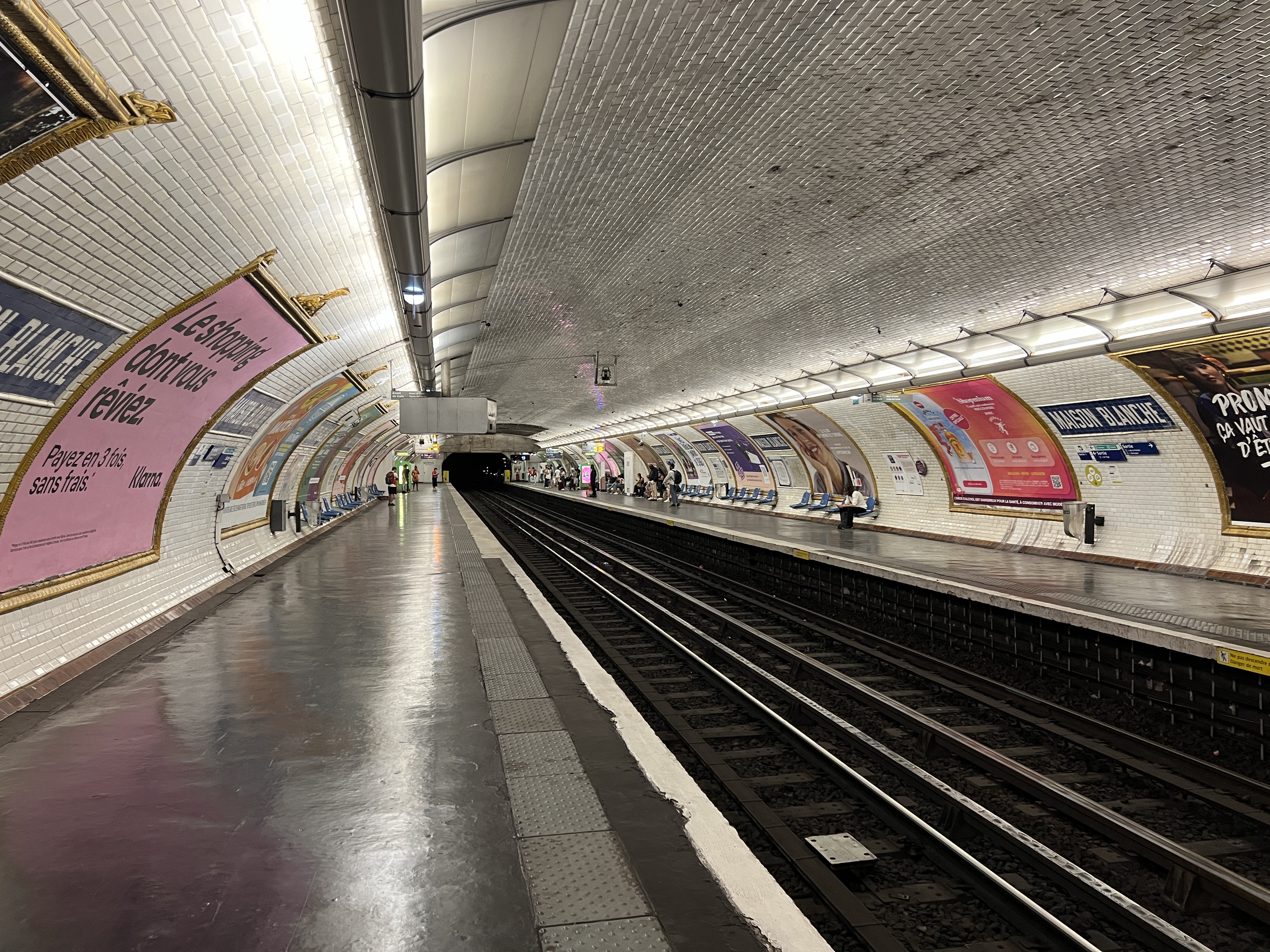
7號線月台（2022年7月）

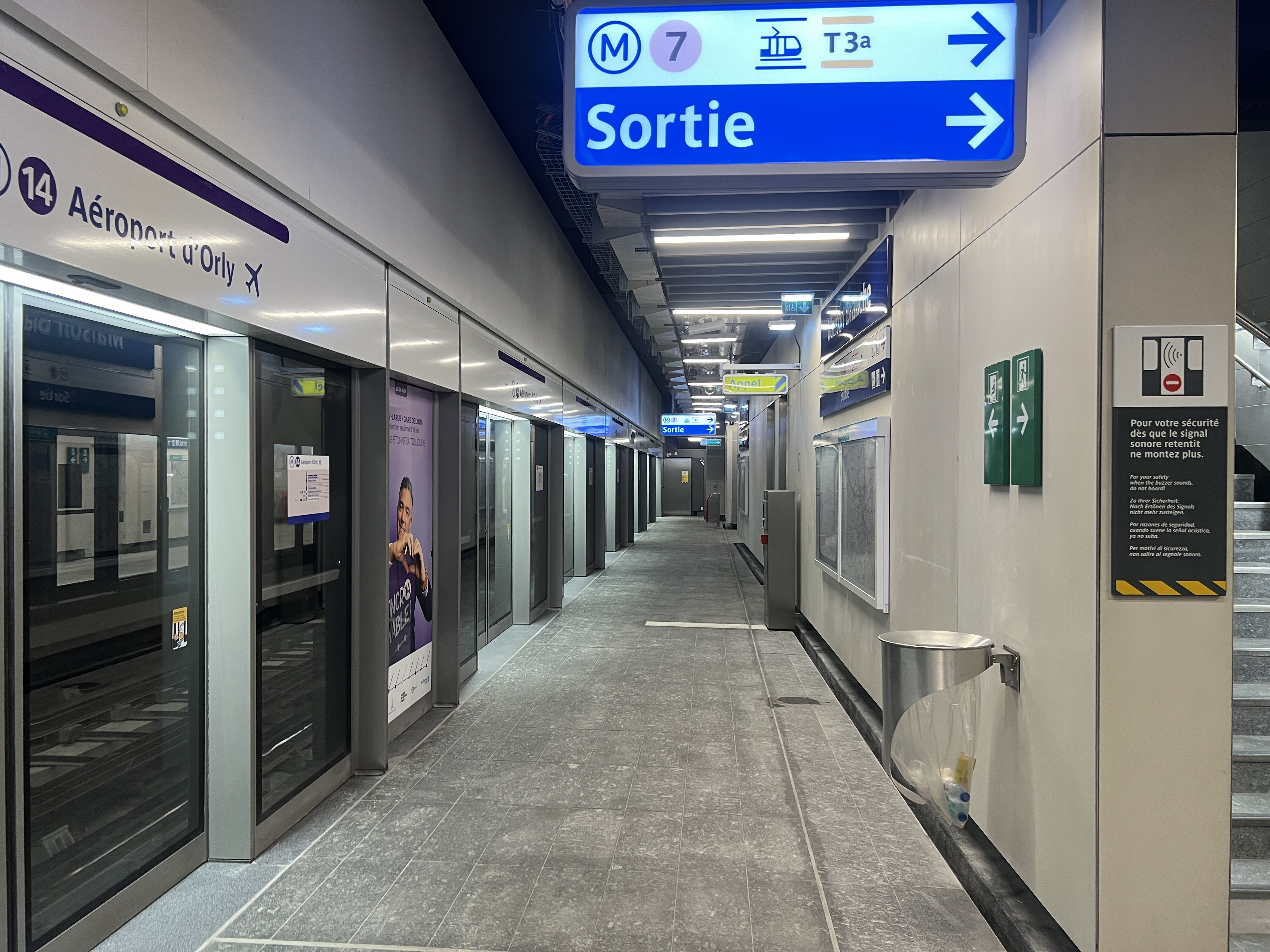
14號線月台（2024年6月）

## 車站結構
| 街道      |                    |                                                                    |
| B1        | 連接層             |                                                                    |
| 7號線月台 | 側式月台，右側開門 | 側式月台，右側開門                                                 |
| 7號線月台 | 南行               | 往猶太城-路易·阿拉貢（萊克朗蘭-比塞特爾） · 往伊夫里鎮（意大利門） |
| 7號線月台 | 北行               | 往新庭-1945年5月8日（托比亞克）                                    |
| 7號線月台 | 側式月台，右側開門 |                                                                    |